# Antanas Vileišis
Antanas Vileišis (Mediniai, prop de Biržai, 21 d'octubre de 1856 - Vílnius, 9 d'abril de 1919) fou un activista social i cultural lituà. Després de graduar-se de la Universitat de Moscou el 1898, es va establir a Vílnius i va practicar la medicina. Va col·laborar a la premsa lituana distribuïda il·legalment durant la prohibició de premsa imposada per les autoritats tsaristes. Després que la prohibició s'aixequés l'any 1904, Vileišis va participar activament en diverses organitzacions educatives i culturals, com ara la Ruta i Aušra. Va ser autor de nombrosos articles i fullets sobre higiene i salut. Va morir a Vílnius el 1919 i va ser enterrat al cementiri de Rasos.